# Îndurare (Star Trek: Seria originală)
Îndurare (Errand of Mercy) este un episod din Star Trek: Seria originală care a avut premiera la 23 martie 1967 pe NBC. Este primul episod Star Trek în care apar Klingonienii, o rasă extraterestră fictivă.

## Prezentare
Negocierile pentru pace au eșuat între Federație și războinicul Imperiu Klingonian. Nava Enterprise primește ordin să protejeze Organia, o planetă pacifistă aflată lângă granița cu Klingonienii. Kirk și Spock se teleportează pe planetă pentru a-i avertiza pe organieni în legătură cu Klingonienii, dar, în curând, își face apariția a flotă de nave Klingoniene, forțând nava Enterprise să-i abandoneze pe cei doi pe planetă. Băștinașii îi protejează pe Kirk și Spock, chiar atunci când Kor, noul guvernator klingonian, ordonă execuția în masă a organienilor. În timp ce atât flota Federației, cât și cea klingoniană se îndreaptă spre planetă, Kirk și Spock pornesc într-un raid îndrăzneț asupra postului de comandă klingonian, în încercarea de a le destabiliza controlul asupra planetei.